# Brush with Greatness
"Brush with Greatness" (no Brasil, "Capricha no Retrato") é o décimo oitavo episódio da segunda temporada de Os Simpsons. Ele foi ao ar originalmente no canal Fox dos Estados Unidos em 11 de abril de 1991. No episódio, Marge se inscreve em uma aula de pintura na Faculdade Municipal de Springfield, onde aprimora suas qualidades para ingressar na Feira de Arte de Springfield. Como ela acaba ganhando o concurso, o Sr. Burns pede para Marge fazer um retrato dele, cujo resultado foi ele pelado. Na subtrama, Homer está determinado a perder peso depois de ficar preso no toboágua de um parque de diversões.
O episódio foi escrito por Brian K. Roberts e dirigido por Jim Reardon. O ex-beatle Ringo Starr participa como ele mesmo, enquanto Jon Lovitz interpreta o professor de artes de Marge, Professor Lombardo. O episódio possui referências culturais a filmes como Rocky e Gone with the Wind.
Desde que foi ao ar, o episódio recebeu críticas positivas de críticos de televisão, que elogiaram o papel de Starr e o foco central em Marge. Ele obteve uma classificação 12,0 na tabela Nielsen e foi o segundo programa com maior audiência da Fox na semana em que foi ao ar.